# St. Martin (Weihmörting)

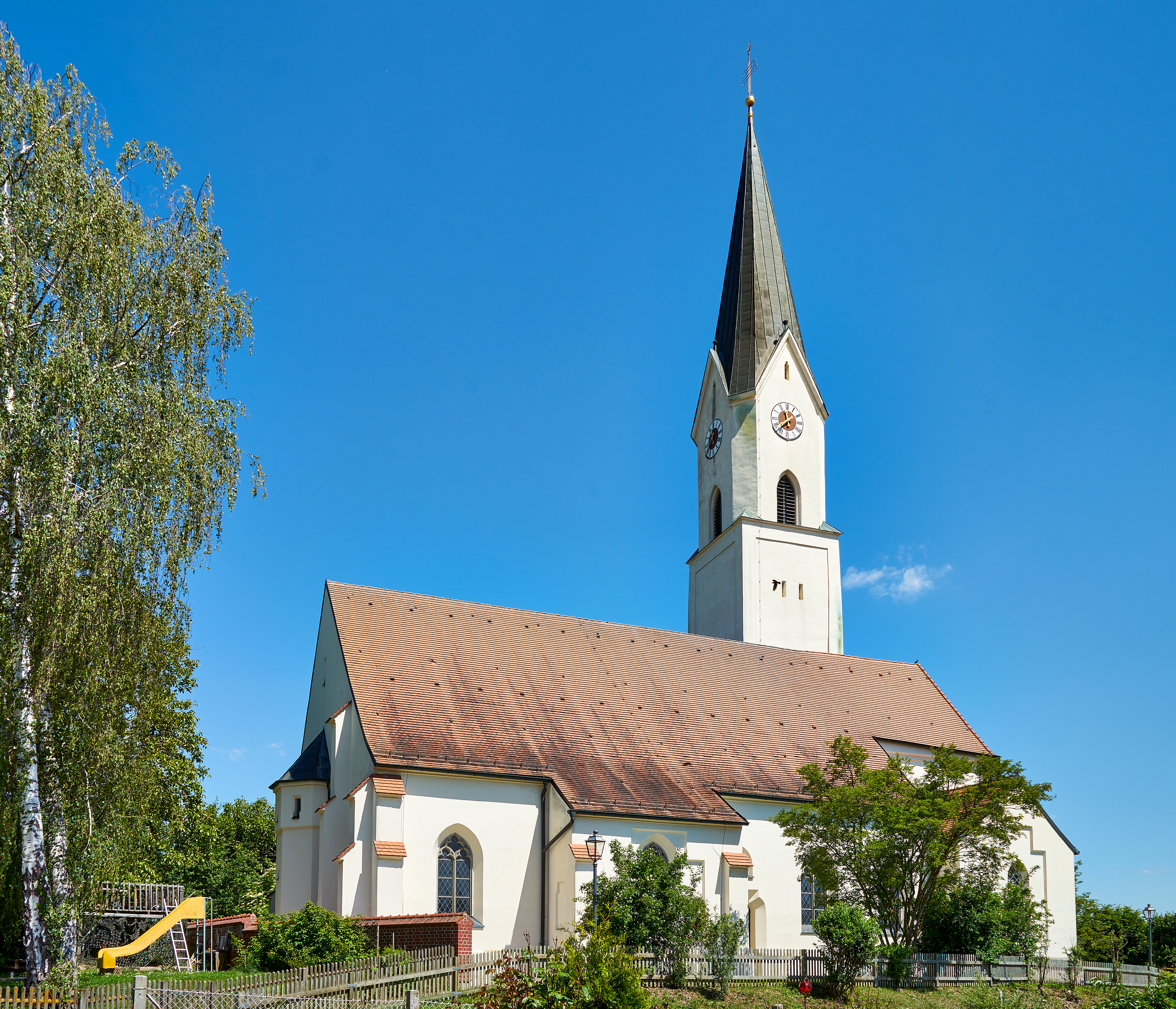
St. Martin (Weihmörting)

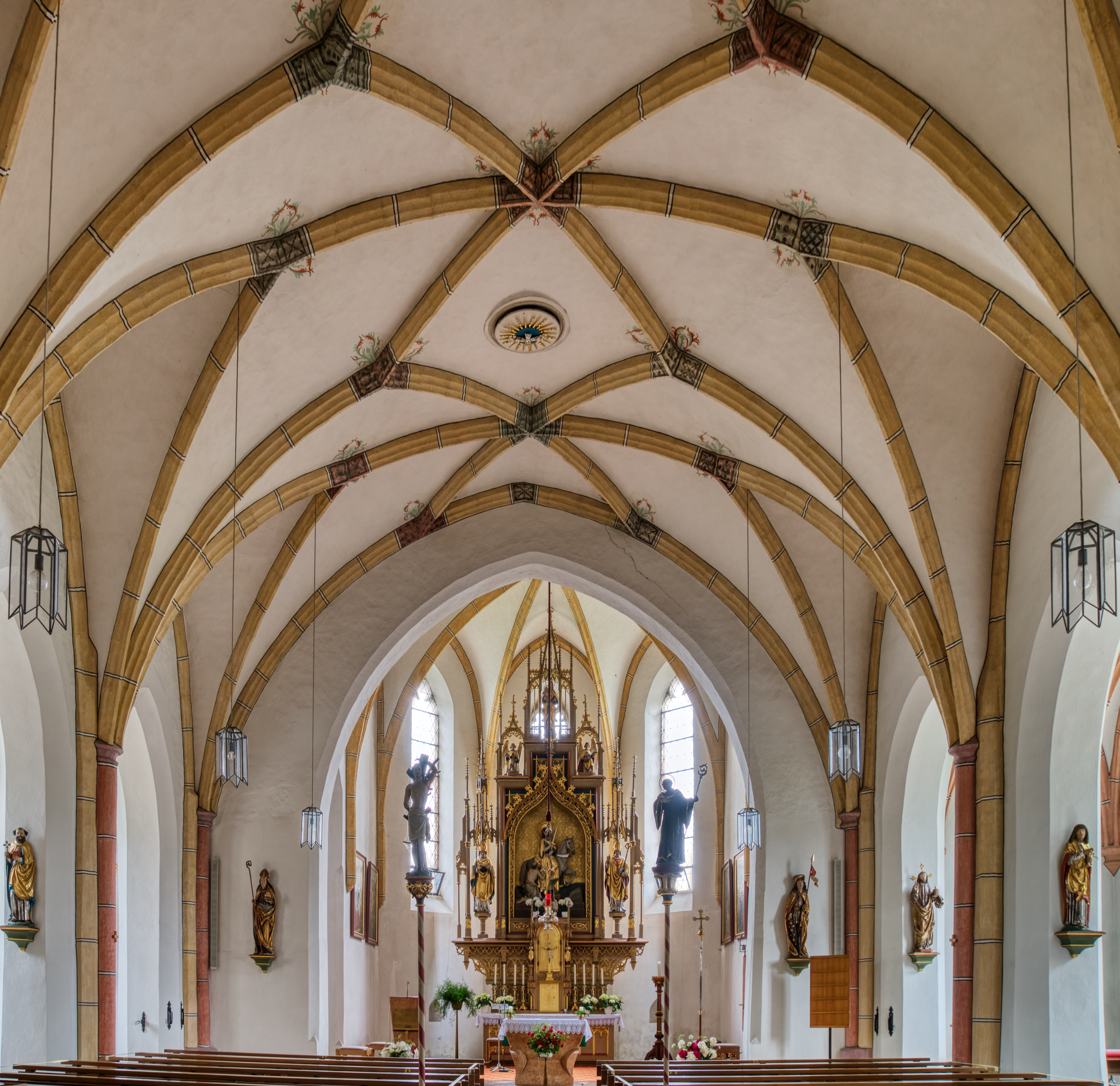
Innenansicht nach Osten

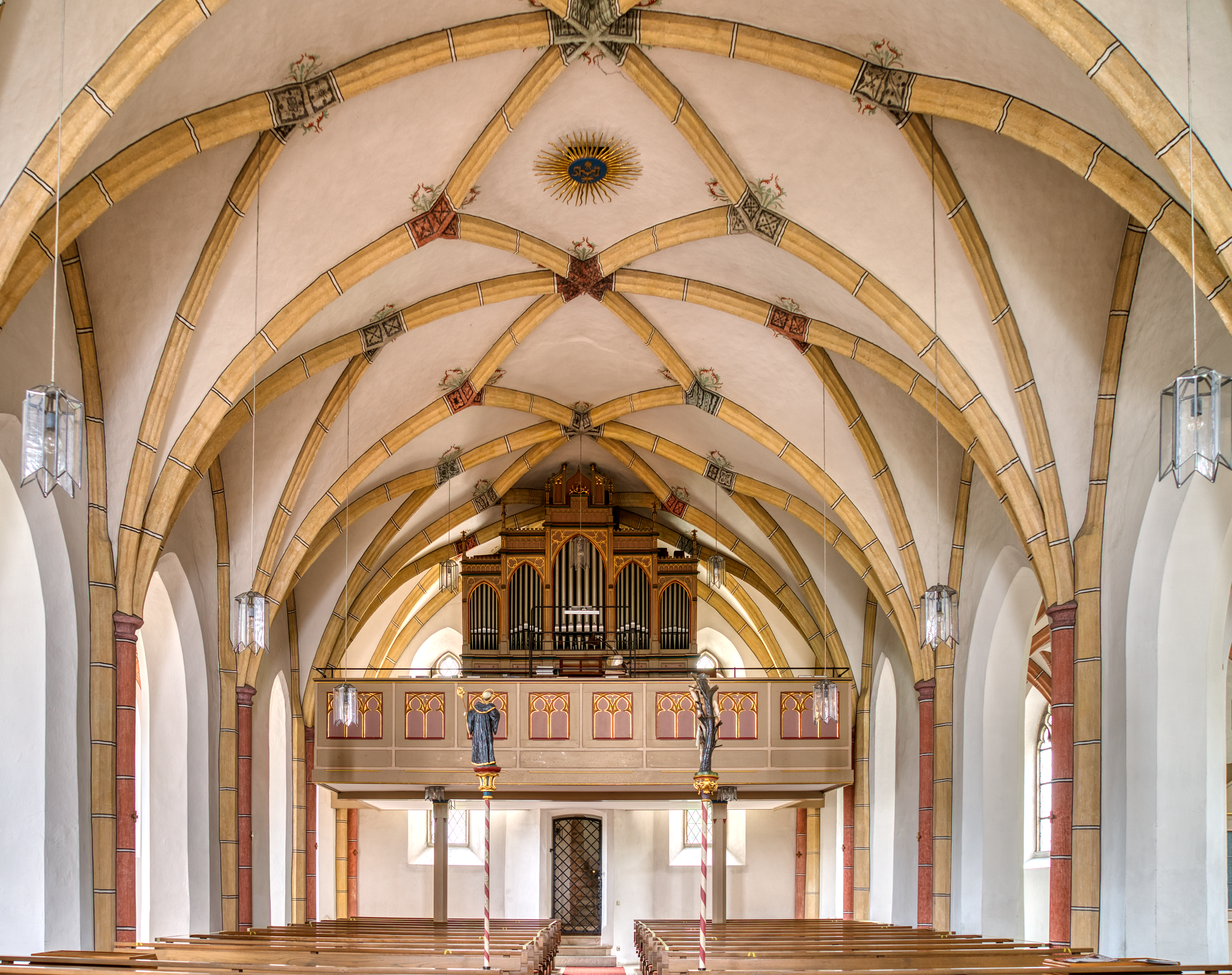
Blick zur Empore

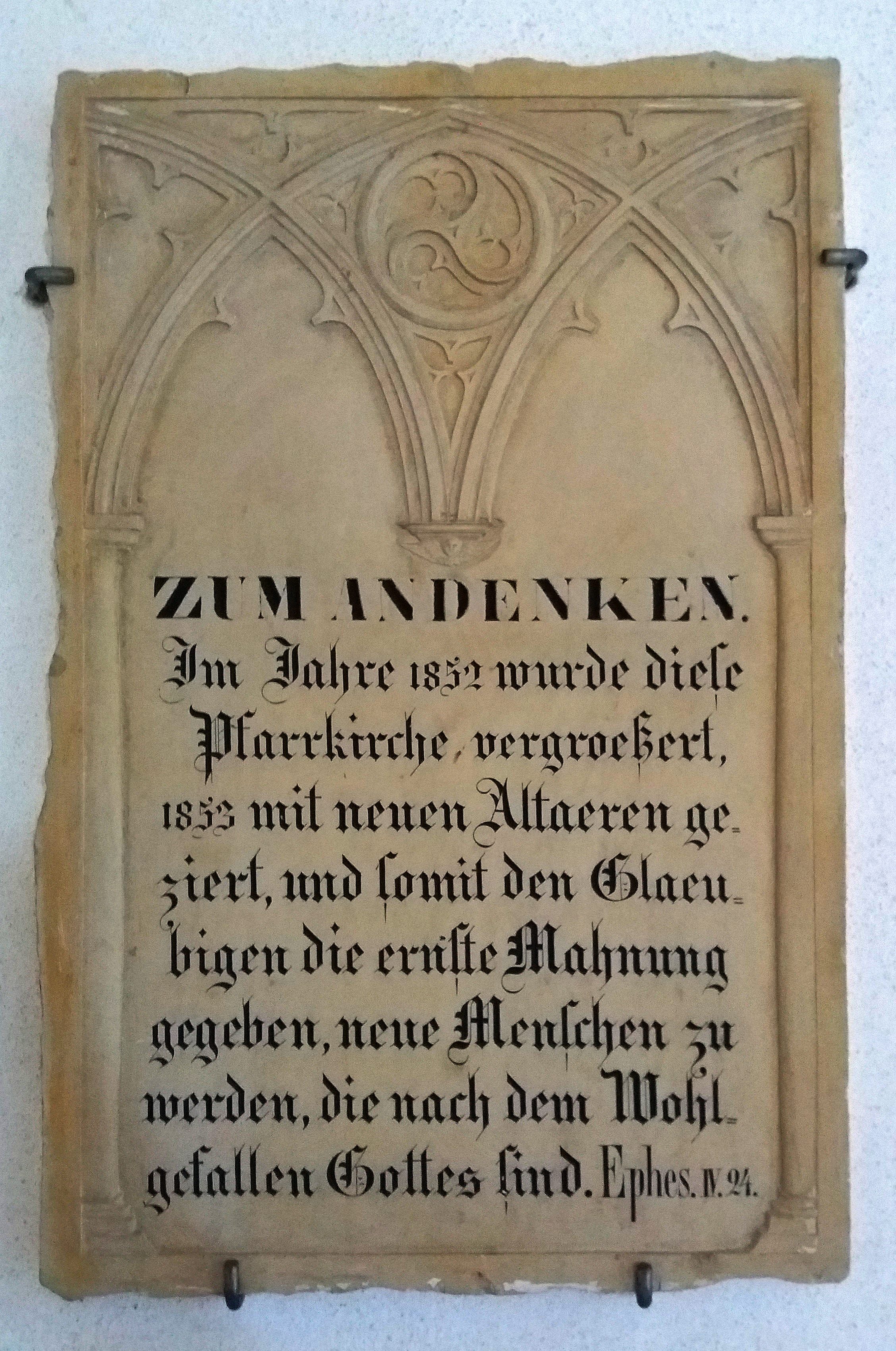
Gedenktafel zum Kirchenumbau 1852

Die römisch-katholische Pfarrkirche St. Martin ist eine spätgotische, neugotisch erweiterte  Saalkirche im Ortsteil Weihmörting von Rotthalmünster im niederbayerischen Landkreis Passau. Die dem  Heiligen Martin geweihte Kirche gehört zum Pfarrverband Rotthalmünster im Dekanat Pocking des Bistums Passau.

## Geschichte und Architektur
Die Pfarrei Weihmörting war ehedem die Mutterkirche für die Pfarreien Bayerbach, Safferstetten, Schönburg und Würding. Sie ist für das Jahr 1140 bezeugt und wurde 1194 an das Kloster Mondsee abgetreten. Der Name Weihmörting entstand aus der Bezeichnung  St. Weih-Martin und weist bereits auf eine Kirche an diesem Ort hin. 
Das Kirchengebäude war ursprünglich ein einschiffiges Bauwerk, dessen Chorgewölbe dem frühen, die Mittelschiffsgewölbe dem späten 15. Jahrhundert angehören. Das Mauerwerk des Bauwerks ist im Kern älter. Im Jahr 1852 wurde die Kirche um zwei Joche verlängert und Seitenschiffe hinzugefügt, so dass das Bauwerk nun eine Stufenhalle ist. Im Jahr 1851 wurde der Turm erhöht.
Der einjochige Chor endet in einem Fünfachtelschluss. Die Rippen der Gewölbe entwickeln sich aus konsolengestützten Dienststücken. Das Mittelschiff ist in den Proportionen niedriger und breiter als der Chor gestaltet. In den vier östlichen Jochen sind noch die ursprünglichen Sterngewölbe über Halbrunddiensten, welche den Schildbogenstellungen vorgelegt sind, vorhanden. Die neugotischen Teile wurden im Stil entsprechend den spätgotischen Teilen gestaltet.

## Ausstattung
Mehrere Schnitzfiguren des späten Mittelalters mit Resten ursprünglicher Fassungen sind erhalten, darunter eine Madonna aus der Zeit um 1500 sowie Figuren der Heiligen Nikolaus, Florian, Johannes Evangelista und Petrus aus den Jahren 1510/1520. Gleichzeitig entstand die Salvatorfigur. Ein wertvolles Gemälde aus der Barockzeit vom Anfang des 18. Jahrhunderts zeigt den Heiligen Martin in zeitgenössischer Reitertracht.
In der Kirche befindet sich eine Reihe von Epitaphien und anderen Grabdenkmälern von Priestern und Adeligen der näheren Umgebung. Sie bestehen sämtlich aus rotem Marmor. Drei dieser Monumente wurden in den Katalog der "Deutschen Inschriften"  aufgenommen, darunter die  Wappengrabplatte des Lienhard Smacz (entstanden vor 1466), dessen Familie im 15. Jahrhundert ein adeliges Landgut in Weihmörting besaß und auch zu den Landständen von Niederbayern gehörte.
Die Orgel ist ein Werk von Michael Weise aus dem Jahr 1973 mit 16 Registern auf zwei Manualen und Pedal.